# Municipio de Ann
El municipio de Ann (en inglés: Ann Township) es un municipio ubicado en el condado de Cottonwood en el estado estadounidense de Minnesota. En el año 2010 tenía una población de 179 habitantes y una densidad poblacional de 1,91 personas por km².

## Geografía
El municipio de Ann se encuentra ubicado en las coordenadas 44°9′8″N 95°24′8″O / 44.15222, -95.40222. Según la Oficina del Censo de los Estados Unidos, el municipio tiene una superficie total de 93.57 km², de la cual 93,57 km² corresponden a tierra firme y (0 %) 0 km² es agua.

## Demografía
Según el censo de 2010, había 179 personas residiendo en el municipio de Ann. La densidad de población era de 1,91 hab./km². De los 179 habitantes, el municipio de Ann estaba compuesto por el 98,88 % blancos, el 1,12 % eran asiáticos. Del total de la población el 2,23 % eran hispanos o latinos de cualquier raza.